# Trachyte
Pour le genre d'acariens, voir Trachytes.

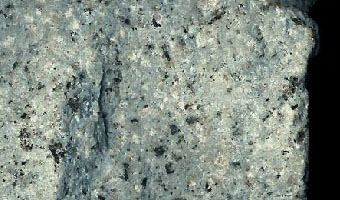
Trachyte.

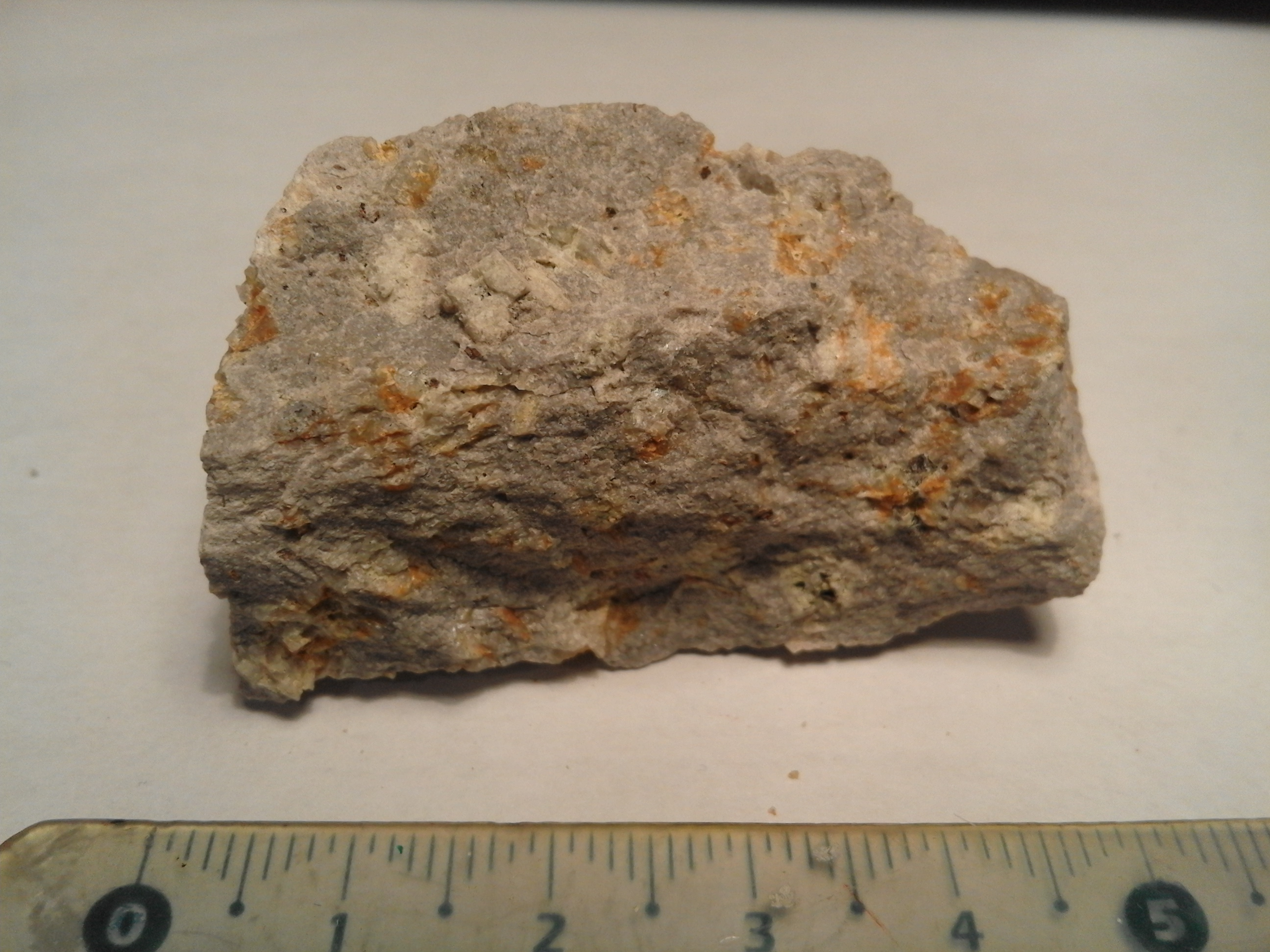
Trachyte (Puy-de-Dôme, France).

Un trachyte (prononcé : /tʁakit/) est une roche volcanique explosive riche en feldspaths alcalins et à teneur en silice assez élevée. Les trachytes appartiennent de ce fait au groupe des roches felsiques. Leur texture est principalement microlitique mais la présence de phénocristaux est habituelle. La structure est également fluidale car les microcristaux présentent des champs d'orientation commune selon des lignes fluides. À la cassure, l'aspect est rugueux comme l'indique l'étymologie du nom trachyte, du grec ancien τραχύς / trakhús, « rugueux ». La couleur est assez claire : les trachytes sont des roches leucocrates, généralement blanchâtres à gris verdâtre.
Sur le plan minéralogique, les feldspaths alcalins sont le plus souvent représentés dans les trachytes par de la sanidine mais il peut s'agir aussi d'albite ou d'anorthose. La silice peut parfois s'exprimer sous forme de quartz mais à un taux toujours inférieur à 10 %. Des cristaux de feldspaths plagioclases, de la biotite, des amphiboles sont occasionnellement présents. La roche magmatique plutonique équivalente est la syénite.
Sur le plan de la composition chimique, comme l'indique leur position dans le diagramme de la classification TAS, les trachytes présentent une teneur pondérale en silice au moins supérieure à 58 % mais toujours inférieure à 69 %. La teneur en minéraux alcalins est supérieure à 7 %. Cette composition correspond à la cristallisation fractionnée de basaltes alcalins issus de magmas n'ayant pas migré directement depuis leur zone de formation (plus de 30 km de profondeur) vers la surface mais qui ont chimiquement évolué par contamination crustale (influence de la croûte traversée sur le chimisme du magma) en restant stockés dans des chambres magmatiques, vers 10 km de profondeur, où ils ont été enrichis en silice lors de leur refroidissement et par fusion de la croûte terrestre environnante. 
Les trachytes sont des laves très visqueuses formant surtout des dômes et des protrusions, et sont généralement associés à un volcanisme de type explosif.